# Rakvere Borg
Rakvere Borg eller Rakvere Ordensborg (estisk: Rakvere ordulinnus, tysk: Burg Rakvere, Burg Wierland eller Burg Wesenberg) er en betydelig borgruin i byen Rakvere i det nordlige Estland.

## Historie
På borgbakken, et grundmorænehøjdedrag, lå der i forhistorisk tid en borg ved navn Tarvanpe. 
Den vellykkede tyske ekspansion mod øst fik den danske konge Valdemar Sejr til at gennemføre et krigsfelttog. I 1219 landede de danske styrker på de estiske kyster og tilkæmpede sig lidt efter lidt det nordøstlige Livland. Indtil midten af det 13. århundrede opførte danskerne de første stenbygninger på borgbakken. De var opført som et kastel og var omgivet af udstrakte palisader i træ. I 1267 blev borgen omtalt første gang som Rakovor i russiske kilder. I 1268 fandt Slaget ved Wesenberg sted i nærheden, hvor de samlede styrker fra Novgorod og Pskov slog danskerne og Sværdbroderordenen. Dette førte til at taberne i cirka 30 år indstillede sine ekspansionsforsøg mod øst.
I 1346 solgte Danmark sit livlandske herskabsområde til Den Tyske Orden. Umiddelbart derefter begyndte ordenen at udbygge borgen til at fungere som hovedsæde for en foged. Det af danskerne opførte kastel blev ombygget til et konventhus med et væsentligt større grundareal. Dertil blev de forhåndenværende bygninger benyttet i vid udstrækning. På borgens sydside opstod smalle trappetårn på hvert sit hjørne. Den sydlige forborg opstod også i denne periode. I begyndelsen af det 16. århundrede opførtes det runde tårn.
Under livlandske krig (1558–81) var borgen besat af russerne, der opførte den irregulære ringmur. Efter store beskadigelser i det 16. og 17. århundrede blev borgen opgivet. Efter Store Nordiske Krig (1700–1721) benyttede Rakveres indbyggere borgen som stenbrud for at genopbygge deres ødelagte by.

## Weblinks
- Wikimedia Commons har flere filer relateret til Rakvere Borg

59°20′52″N 26°21′8″Ø / 59.34778°N 26.35222°Ø